# Bouin
Bouin (bretonisch: Bonn) ist eine französische Gemeinde mit 2169 Einwohnern (Stand: 1. Januar 2022) im Département Vendée in der Region Pays de la Loire. Sie gehört zum Arrondissement Les Sables-d’Olonne und zum Kanton Saint-Jean-de-Monts. Die Einwohner werden Bouinais genannt.

## Geographie
Bouin liegt etwa 43 Kilometer südwestlich von Nantes am Golf von Biskaya. Im Norden begrenzt der Falleron die Gemeinde. Umgeben wird Bouin von den Nachbargemeinden Les Moutiers-en-Retz im Norden, Villeneuve-en-Retz im Norden und Nordosten, Bois-de-Céné im Osten und Südosten, Saint-Gervais im Südosten sowie Beauvoir-sur-Mer im Süden und Südwesten.

## Geschichte
Bis in das 18. Jahrhundert befand sich Bouin noch auf einer Insel (Île de Bouin). Erst mit der Trockenlegung der Salzwiesen wurde diese Insel zum Festland.

## Bevölkerungsentwicklung
| Jahr      | 1962 | 1968 | 1975 | 1982 | 1990 | 1999 | 2006 | 2012 | 2019 |
| Einwohner | 2133 | 2146 | 2237 | 2292 | 2268 | 2242 | 2206 | 2177 | 2156 |

## Sehenswürdigkeiten
- Kirche Notre-Dame, im 14. Jahrhundert erbaut (Monument historique)
- Kapelle Les Sept-Douleurs aus dem 11. Jahrhundert (inzwischen in eine Bibliothek umgewandelt)
- Haus des Seneschalls von Poitou

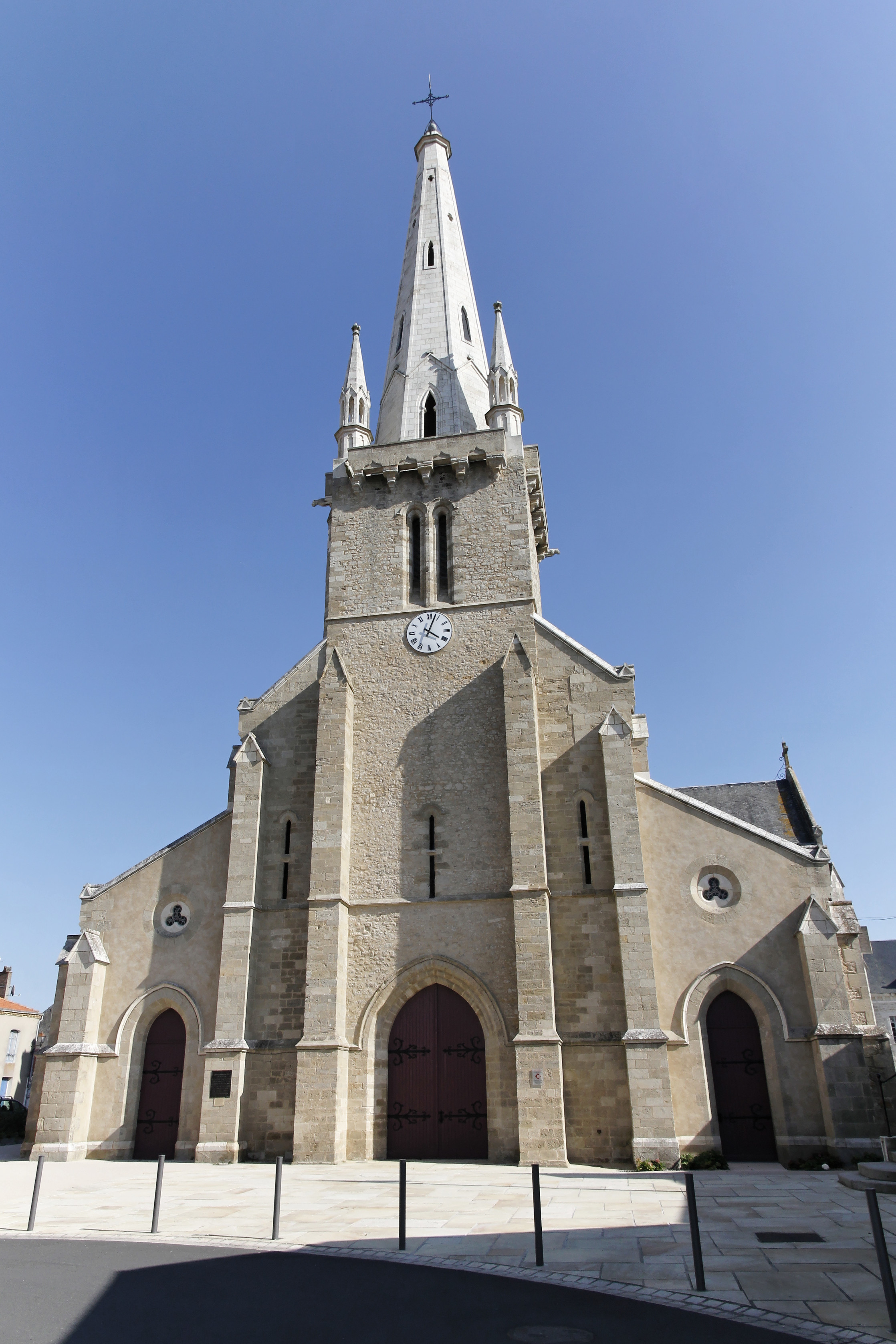
Kirche Notre-Dame
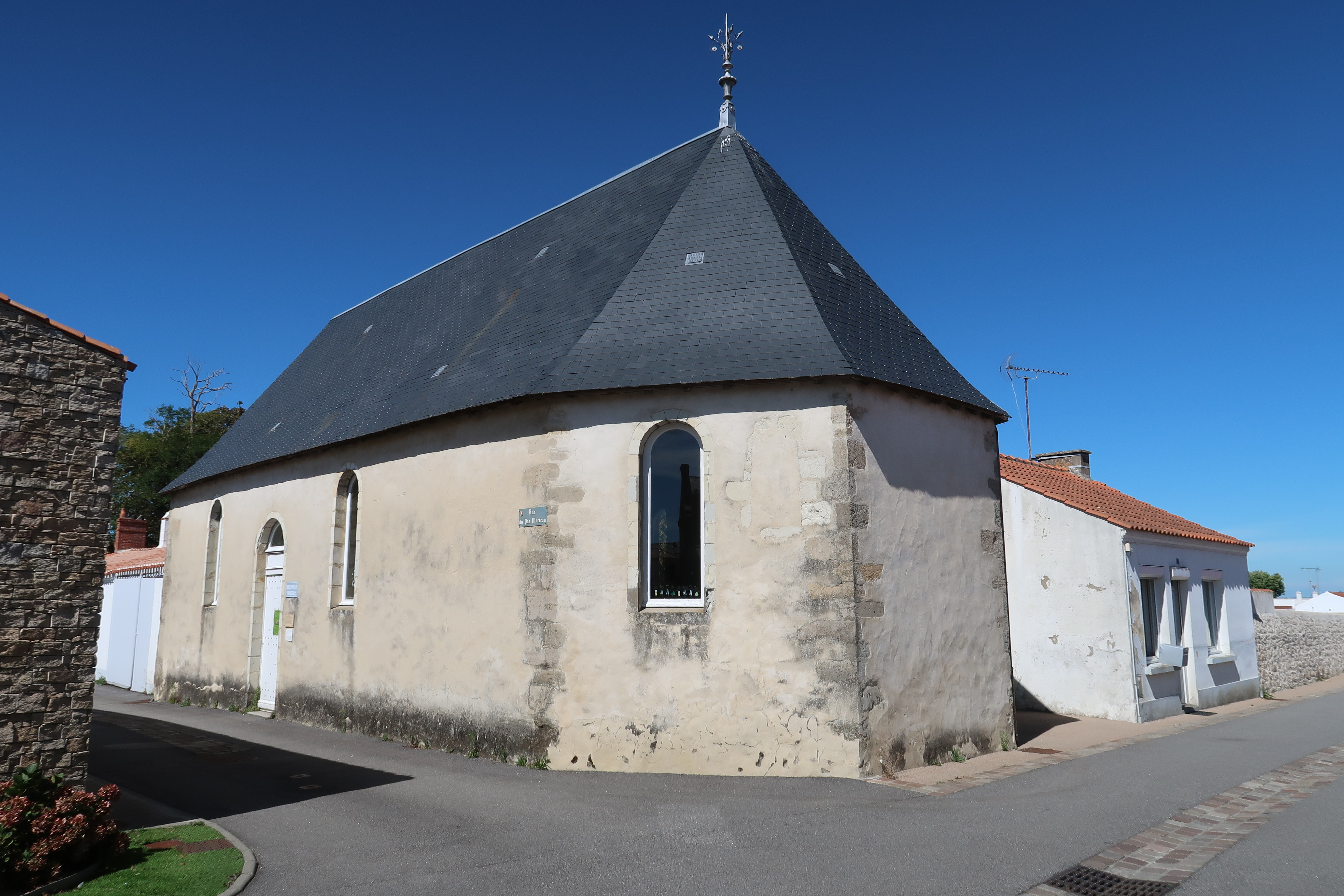
Kapelle Les Sept-Douleurs
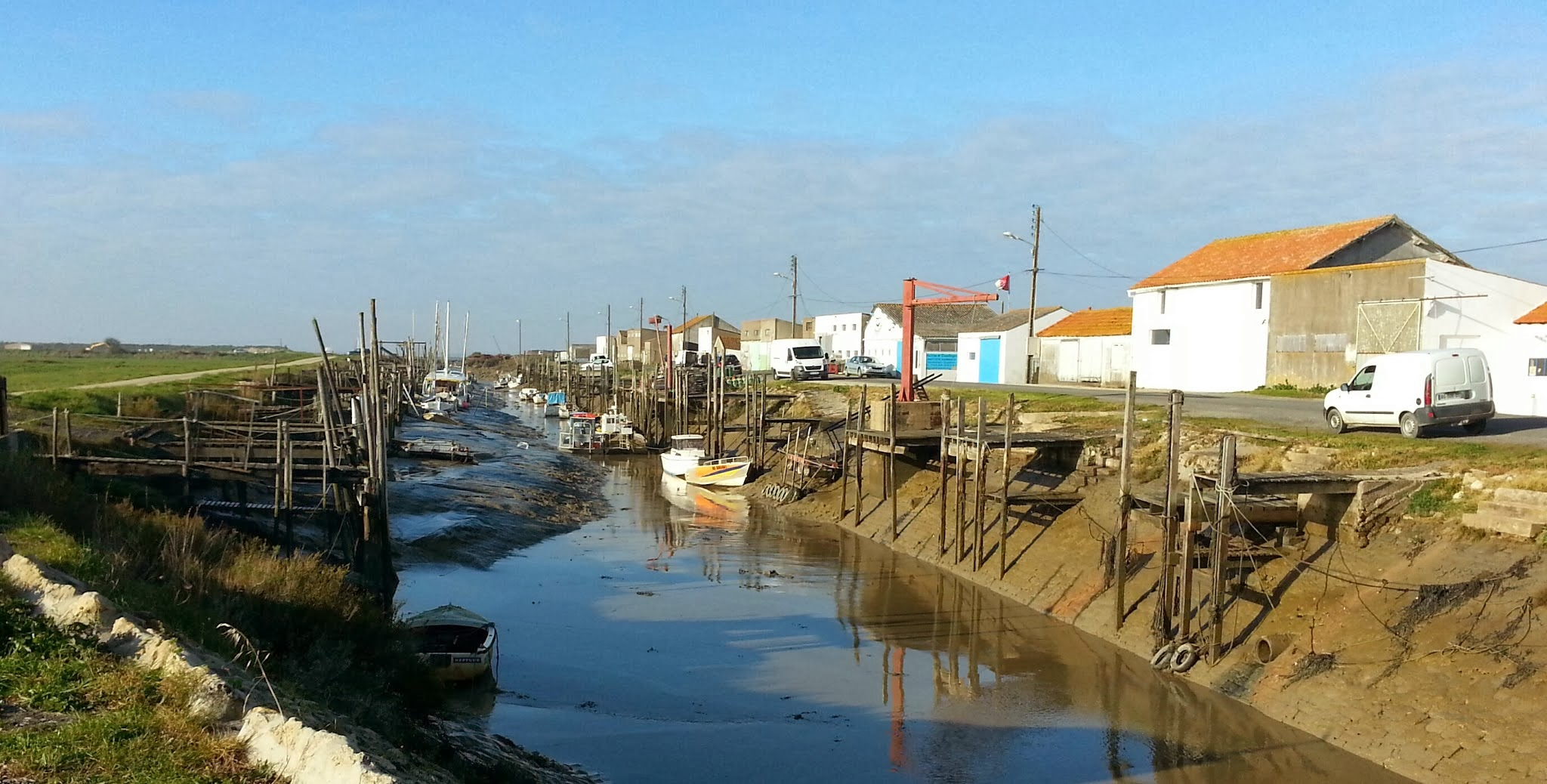
Kanal zwischen Bouin und der Küste